# Dolní komora

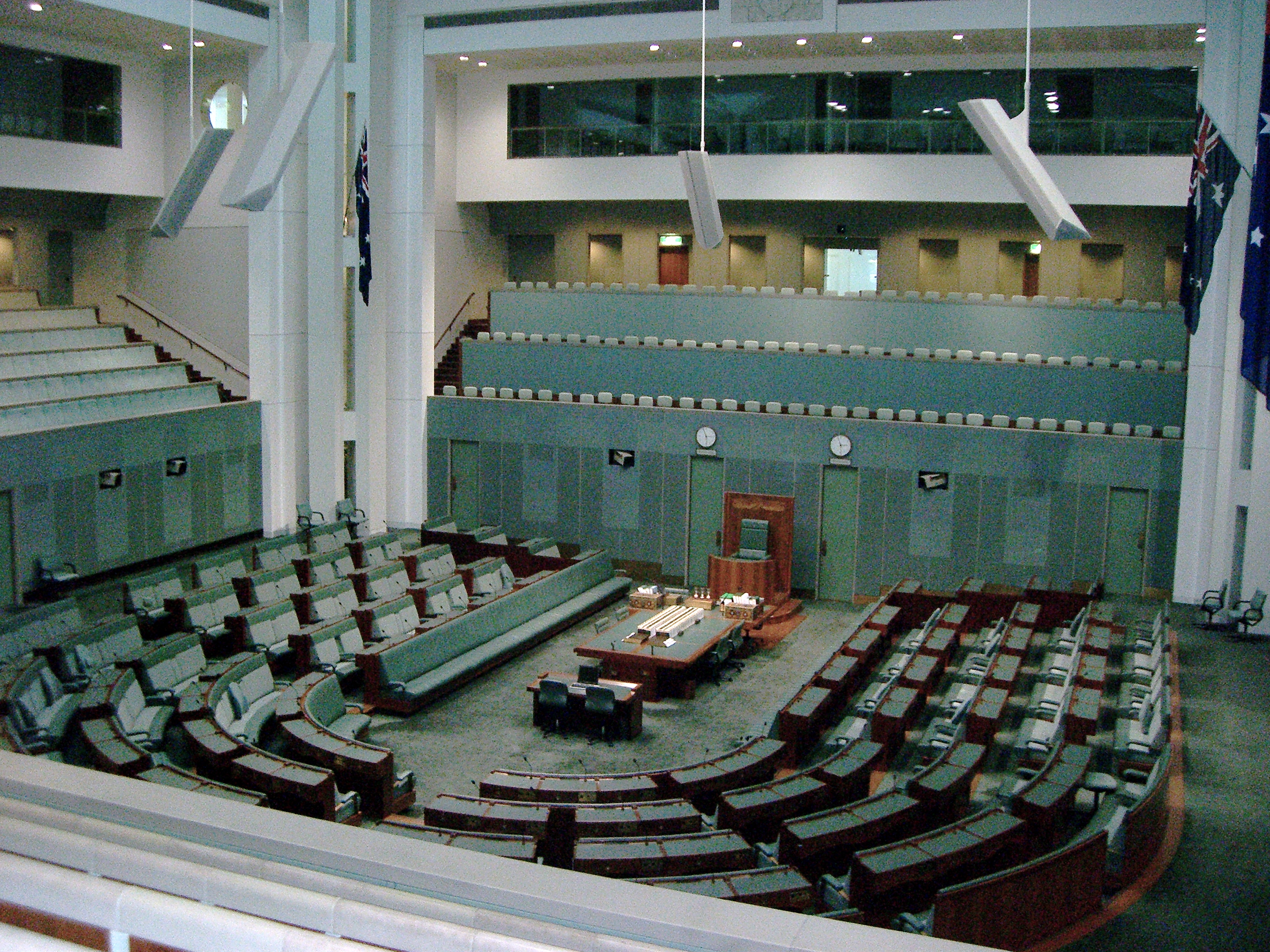
Australská dolní komora

Dolní komora či dolní sněmovna je jedna ze dvou komor dvojkomorového parlamentu, druhá komora se nazývá horní komora. Navzdory svému označení dolní komory nalézající se pod horní komorou, v mnoha zemích světa disponuje dolní komora většími pravomocemi než komora horní a disponuje tak větší mocí. V parlamentních systémech obvykle dolní komora sama dosazuje předsedu vlády a jeho vládu a může předsedovi vlády či vládě jako celku vyslovit nedůvěru.

## Označení dolních komor (výběr)
- Duma – Rusko
- Dolní sněmovna Spojeného království (House of Commons) – Spojené království
- Německý spolkový sněm (Bundestag) – Německo
- Národní shromáždění – Francie
- Poslanecká sněmovna
  - Poslanecká sněmovna Parlamentu České republiky – Česko
  - Poslanecká sněmovna – Itálie
- Sejm – Polsko
- Sněmovna reprezentantů Spojených států amerických – USA
- Sněmovna reprezentantů Filipín – Filipíny
- Sněmovna reprezentantů – Japonsko
- Sněmovna lidu – Indie